# Мятежное шоссе
«Мятежное шоссе» (англ. Rebel Highway) — серия из 10 фильмов, снятых кабельным каналом Showtime в 1994 году. Фильмы поставлены в стилистике классических фильмов 50-х годов категории B.

## Производство
«Мятежное шоссе» стало кратковременным возрождением компании American International Pictures, которое организовал Лу Аркофф (сын Сэмюэля Аркоффа) и кинопродюсер Дебра Хилл с помощью кабельного канала Showtime в 1994 году. Идея состояла в том, чтобы переснять классические фильмы 50-х годов категории B, но в современном стиле, в духе 90-х. «А что если бы „Бунтарь без причины“ был снят сегодня? Он определённо был бы более мрачным, более сексуальным и более опасным» — говорит Лу Аркофф. Были отобраны режиссёры (среди которых были как молодые, так и уже состоявшиеся), каждому из которых было выдано по $1.3 млн и поставлена задача снять фильм за 12 дней, играть в котором должны молодые начинающие актёры. Премьерный показ этого цикла фильмов проходил на канале Showtime с июля по сентябрь 1994 года.

## Фильмы
- «Гонщики» — режиссёр Роберт Родригес, в главных ролях Дэвид Аркетт и Сальма Хайек.
- «Признание студентки» — режиссёр Ули Эдель, в главных ролях Джейми Лунер, Брайан Блум и Алисса Милано.
- «Банда мотоциклистов» — режиссёр Джон Милиус, в главных ролях Джеральд Макрейни, Карла Гуджино и Джейк Бьюзи.
- «Дочери в бегах» — режиссёр Джо Данте, в главных ролях Джули Боуэн и Пол Радд.
- «Девочки в тюрьме» — режиссёр Джон МакНотон, в главных ролях Энн Хеч, Джон Полито и Айони Скай.
- «Шейк, Рэттл и Рок!» — режиссёр Аллан Аркуш, в главных ролях Рене Зеллвегер и Хоуи Мэндел.
- «Девушка угонщика» — режиссёр Мэри Ламберт, в главных ролях Марк Дакаскос, Трейси Лордз, Рэймонд Крус и Наташа Грегсон Вагнер.
- «Побег из тюрьмы» — режиссёр Уильям Фридкин, в главных ролях Антонио Сабато, Эдриен Броуди и Шеннен Доэрти.
- «Крутые и чокнутые» — режиссёр Ральф Бакши, в главных ролях Джаред Лето и Алисия Сильверстоун.
- «Девочка из исправительной колонии» — режиссёр Джонатан Каплан, в главных ролях Эйми Грэм и Мэтт Леблан.

## Саундтрек
Саундтрек состоит из классических песен 50-х годов перепетых современными исполнителями. На сайте Allmusic диск был оценён в 4 звезды из 5.
| №   | Название                          | Автор(ы)                               | Исполнитель          | Длительность |
| --- | --------------------------------- | -------------------------------------- | -------------------- | ------------ |
| 1.  | «C’mon Everybody»                 | Джерри Кейпхарт, Эдди Кокран           | Iggy Pop             | 2:10         |
| 2.  | «House of Blue Lights»            | Дон Рэй, Фредди Слэк                   | Meat Puppets         | 4:05         |
| 3.  | «Lights Out»                      | Сет Давид, Доктор Джон                 | Los Lobos            | 4:50         |
| 4.  | «Endless Sleep»                   | Долорес Нэнс, Джуди Рейнольдс          | Concrete Blonde      | 4:09         |
| 5.  | «Let the Good Times Roll»         | Ширли Гудман, Леонард Ли               | The Neville Brothers | 2:23         |
| 6.  | «I'm Going to Be a Wheel Someday» | Дейв Бартоломью, Фэтс Домино, Рой Хейз | Sheryl Crow          | 3:38         |
| 7.  | «Race With the Devil»             | Текс Дэвис, Джин Винсент               | Charlie Sexton       | 3:57         |
| 8.  | «I'm Walkin»                      | Дейв Бартоломью, Фэтс Домино           | Blues Traveler       | 2:14         |
| 9.  | «Evil»                            | Мадди Уотерс                           | Wild Colonials       | 4:15         |
| 10. | «The Stroll»                      | Нэнси Ли, Клайд Отис                   | The Smithereens      | 3:01         |
| 11. | «The Girl Can’t Help It»          | Бобби Труп                             | Babes in Toyland     | 2:52         |

## Рецензии
Кен Такер из Entertainment Weekly нашёл интересным эту концепцию, когда плохие эксплуатационные фильмы из 50-х переснимаются с хорошими режиссёрами и хорошими актёрами в 90-е. Джонатан Розенбаум из Chicago Reader написал, что «это лучшая коллекция необычных фильмов (так называемых „фильмов категории B“), хотя, учитывая состояние американских фильмов на данный момент, это гораздо более значительное достижение, чем это может показаться на первый взгляд, особенно учитывая, что вся система, которая когда-то поддерживала фильмы категории B больше не существует».